# Chailland
Chailland est une commune française, située dans le département de la Mayenne en région Pays de la Loire, peuplée de 1 173 habitants.
La commune fait partie de la province historique du Maine, et se situe dans le Bas-Maine.

## Géographie
Le village de Chailland est situé en bordure de la forêt de Mayenne, au creux de la vallée de l’Ernée. Il est le chef-lieu du canton de Chailland.

### Climat
Pour des articles plus généraux, voir Climat des Pays de la Loire et Climat de la Mayenne.
En 2010, le climat de la commune est de type climat océanique franc, selon une étude du CNRS s'appuyant sur une série de données couvrant la période 1971-2000. En 2020, Météo-France publie une typologie des climats de la France métropolitaine dans laquelle la commune est exposée à un climat océanique et est dans une zone de transition entre les régions climatiques « Bretagne orientale et méridionale, Pays nantais, Vendée » et « Moyenne vallée de la Loire ».
Pour la période 1971-2000, la température annuelle moyenne est de 11,1 °C, avec une amplitude thermique annuelle de 13,5 °C. Le cumul annuel moyen de précipitations est de 800 mm, avec 12,7 jours de précipitations en janvier et 7,4 jours en juillet. Pour la période 1991-2020, la température moyenne annuelle observée sur la station météorologique installée sur la commune est de 11,5 °C et le cumul annuel moyen de précipitations est de 859,5 mm,. Pour l'avenir, les paramètres climatiques de la commune estimés pour 2050 selon différents scénarios d'émission de gaz à effet de serre sont consultables sur un site dédié publié par Météo-France en novembre 2022.
| Mois                                  | jan.          | fév.          | mars          | avril         | mai           | juin         | jui.         | août         | sep.          | oct.        | nov.          | déc.          | année    |
| ------------------------------------- | ------------- | ------------- | ------------- | ------------- | ------------- | ------------ | ------------ | ------------ | ------------- | ----------- | ------------- | ------------- | -------- |
| Température minimale moyenne (°C)     | 1,7           | 1,4           | 2,6           | 4,5           | 7,8           | 11           | 12,5         | 11,6         | 9,3           | 7,6         | 4,4           | 1,9           | 6,4      |
| Température moyenne (°C)              | 5             | 5,4           | 7,7           | 10,6          | 13,7          | 17,1         | 18,9         | 18,1         | 15,7          | 12,4        | 8,2           | 5,3           | 11,5     |
| Température maximale moyenne (°C)     | 8,2           | 9,5           | 12,8          | 16,8          | 19,6          | 23,1         | 25,3         | 24,6         | 22,2          | 17,2        | 12            | 8,7           | 16,7     |
| Record de froid (°C) date du record   | −11 08.01.10  | −15 09.02.12  | −6,5 13.03.13 | −3,7 26.04.17 | −3,5 06.05.19 | 0,2 01.06.06 | 3,6 01.07.11 | 3,5 21.08.14 | −1,1 30.09.18 | −4 26.10.10 | −7,8 29.11.10 | −11 29.12.05  | −15 2012 |
| Record de chaleur (°C) date du record | 14,5 07.01.11 | 20,5 27.02.19 | 23 30.03.17   | 28,5 15.04.15 | 30 07.05.18   | 36 29.06.19  | 38 23.07.19  | 37 07.08.20  | 33,2 14.09.20 | 29 02.10.11 | 21 07.11.15   | 15,5 19.12.15 | 38 2019  |
| Précipitations (mm)                   | 89            | 69,4          | 63            | 57,7          | 66,5          | 59           | 59,1         | 55,9         | 66,8          | 82,5        | 89,2          | 101,4         | 859,5    |

## Urbanisme

### Typologie
Au 1er janvier 2024, Chailland est catégorisée commune rurale à habitat dispersé, selon la nouvelle grille communale de densité à sept niveaux définie par l'Insee en 2022.
Elle est située hors unité urbaine. Par ailleurs la commune fait partie de l'aire d'attraction de Laval, dont elle est une commune de la couronne,. Cette aire, qui regroupe 66 communes, est catégorisée dans les aires de 50 000 à moins de 200 000 habitants,.

### Occupation des sols
L'occupation des sols de la commune, telle qu'elle ressort de la base de données européenne d’occupation biophysique des sols Corine Land Cover (CLC), est marquée par l'importance des territoires agricoles (76,4 % en 2018), en diminution par rapport à 1990 (78,2 %). La répartition détaillée en 2018 est la suivante : prairies (38,2 %), terres arables (33 %), forêts (20,3 %), zones agricoles hétérogènes (5,2 %), zones urbanisées (1,9 %), zones industrielles ou commerciales et réseaux de communication (0,9 %), milieux à végétation arbustive et/ou herbacée (0,5 %). L'évolution de l’occupation des sols de la commune et de ses infrastructures peut être observée sur les différentes représentations cartographiques du territoire : la carte de Cassini (XVIIIe siècle), la carte d'état-major (1820-1866) et les cartes ou photos aériennes de l'IGN pour la période actuelle (1950 à aujourd'hui).

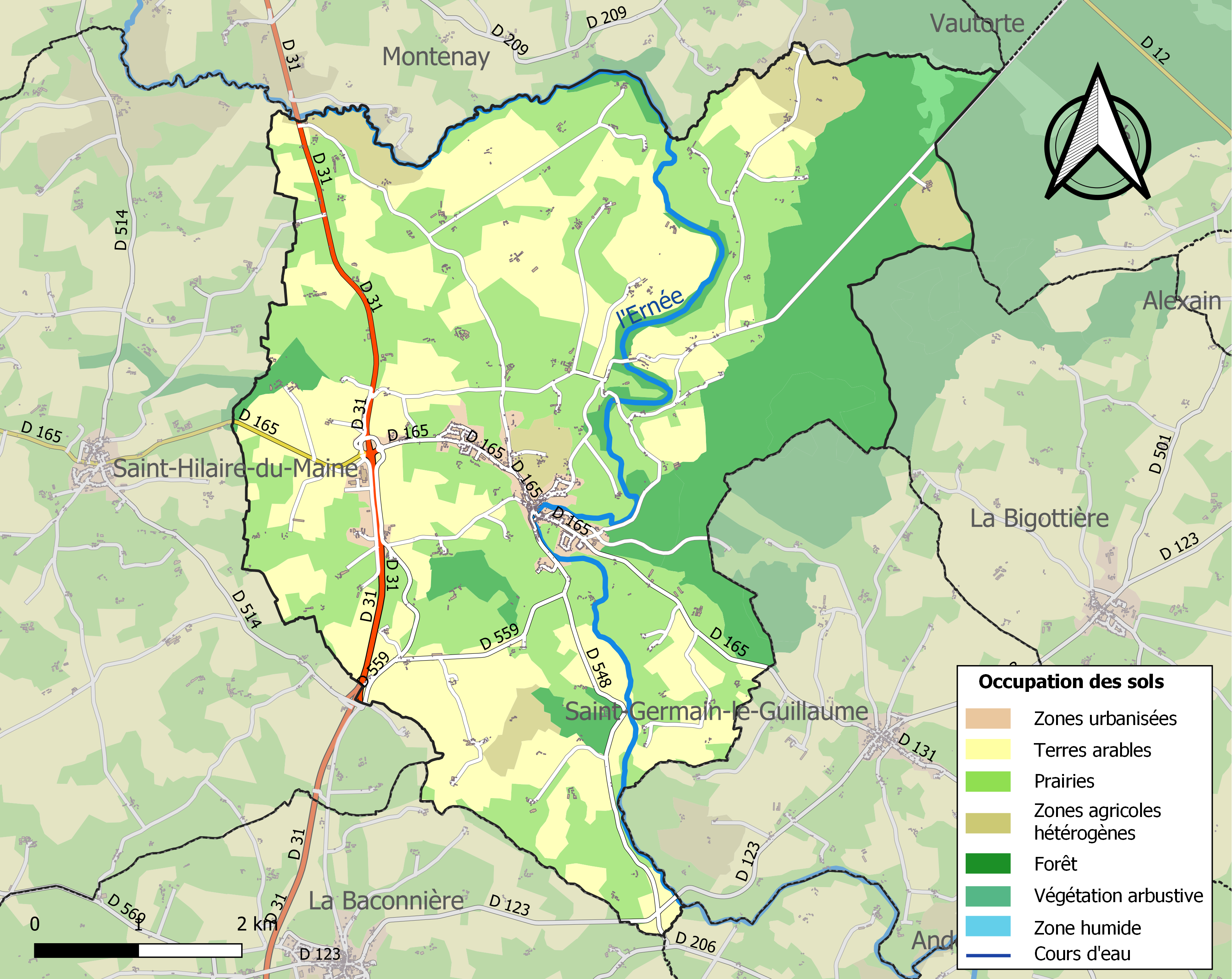
Carte des infrastructures et de l'occupation des sols de la commune en 2018 (CLC).

## Histoire
Des haches et autres divers objets, en pierre et en bronze, furent mis au jour à la Haute-Chaunière, à la Gigoulais et à Clivoy.
Chailland est mentionnée vers 1085, au cartulaire de Ronceray d'Angers sous le nom de A. de Caagland. Puis la paroisse s'est appelée Chaagland en 1212 et Notre-Dame de Chailland au XVIIe siècle.
La localité a souffert des guerres de religion au XVIe siècle.
En 1696, le territoire d'une superficie de 3 511 hectares comptait 19 métairies qui produisaient du seigle, de l'avoine, et du sarrasin.
On dénombrait 1 349 habitants en 1726. Elle connut une épidémie de dysenterie et de fièvre maligne qui fit 150 malades et 50 morts en 1770.
En 1789 dans leurs cahiers de doléances, les habitants réclamaient le partage des landes communes sans la participation des seigneurs. Ils demandaient la liberté de pêcher et de chasser librement et celle de détruire les bêtes nuisibles. Ils voulaient également que toutes les dîmes soient attribuées aux curés ou aux bureaux de charité (sans part congrue). Ils obligeaient les directeurs des forges à avoir la responsabilité de réparer les chemins ainsi que tous les dommages causés par leurs ouvriers et leurs chevaux.
Le 4 février 1793, une émeute éclata, imputée à la cherté des grains. En 1794, lors de l'arrivée des Vendéens à Laval, 150 hommes parmi lesquels Jean Cottereau, Babin, Michel Morière, Duchemin, etc., se trouvèrent réunis à Chailland. Le 27 septembre 1798, le 14 février 1800, le cantonnement obtient de rester à son poste et réclame des munitions.

### La forge
La forge, établissement industriel important, a pendant près de trois siècles marqué l'histoire de Chailland. La fondation de cette forge date du 8 juin 1550, date à laquelle François de Lorraine, seigneur de Mayenne, en donnait le bail. La forge utilisait le bois de la forêt de Mayenne comme combustible et la force motrice de la rivière. Le minerai provenant principalement de la Fleuradière, des Rondelières et du Champ-Bouget, des hameaux qui appartenaient au Bourneuf-la-Forêt. Le minerai était rare dans le voisinage et il fallait l'aller chercher surtout dans la paroisse du Bourgneuf.
Au XVIIe siècle, cette forge produisait 800 000 livres de « fer cassant ou ployant ». Le cardinal de Mazarin acheta la forge en 1657 et elle resta depuis une dépendance du duché de Mayenne. À la Révolution, la forge occupait 500 ouvriers et 400 chevaux et mulets.
Au XIXe siècle, en 1834, le marquis de Chavagnac acheta la forge, la forêt et les domaines alentour pour 1 400 000 francs. La production était alors de 600 tonnes ; dix ans plus tard, elle descendait à 400 tonnes. Le traité de libre-échange, avec notamment la Grande-Bretagne amena peu à peu le déclin et la disparition de la forge vers 1863.
Les maîtres de Forges et fermiers : Ernoult, 1550, Sébastien Lelièvre, mari de Mathurine Cazet, 1571, 1574, Zacharie Chouet, sieur des Fourches, 1604, François Garnier, sieur de Narbonne, 1639, Tanneguy de Riqueur, sieur des Vaudelles, mari de Marie Lebourdais, 1644, Olivier Dubois, 1652, Jacques Treton, sieur de Fiégérard, inhumé à Aron, 1664, René Arnoul, procureur du grenier à sel de la Gravelle, 1721, 1725, Delamotte et Nicolas Tricard, 1730, Michel Mary, 1746, Tripier de la Grange, 1755, Michel Dubois, mort le 2 mai 1760, Foucault de Laubinière et Martin de Ligonnière, 1792, 1794.

### Le chemin de fer
Chailland était desservi par la ligne de chemin de fer départemental reliant Laval à Landivy. Cette ligne fut ouverte le 18 décembre 1901 et son déclassement fut décidé par le conseil général le 11 mai 1938.
En 1902, la gare de Chailland avait accueilli 19 261 voyageurs.

## Population et société

### Démographie
L'évolution du nombre d'habitants est connue à travers les recensements de la population effectués dans la commune depuis 1793. Pour les communes de moins de 10 000 habitants, une enquête de recensement portant sur toute la population est réalisée tous les cinq ans, les populations de référence des années intermédiaires étant quant à elles estimées par interpolation ou extrapolation. Pour la commune, le premier recensement exhaustif entrant dans le cadre du nouveau dispositif a été réalisé en 2007.

En 2022, la commune comptait 1 173 habitants, en évolution de −2,01 % par rapport à 2016 (Mayenne : −0,73 %, France hors Mayotte : +2,11 %).
| 1793  | 1800  | 1806  | 1821  | 1831  | 1836  | 1841  | 1846  | 1851  |
| ----- | ----- | ----- | ----- | ----- | ----- | ----- | ----- | ----- |
| 2 093 | 2 020 | 2 201 | 2 227 | 2 443 | 2 583 | 2 504 | 2 534 | 2 573 |

| 1856  | 1861  | 1866  | 1872  | 1876  | 1881  | 1886  | 1891  | 1896  |
| ----- | ----- | ----- | ----- | ----- | ----- | ----- | ----- | ----- |
| 2 506 | 2 544 | 2 548 | 2 340 | 2 228 | 2 013 | 1 998 | 1 902 | 1 728 |

| 1901  | 1906  | 1911  | 1921  | 1926  | 1931  | 1936  | 1946  | 1954  |
| ----- | ----- | ----- | ----- | ----- | ----- | ----- | ----- | ----- |
| 1 673 | 1 659 | 1 569 | 1 570 | 1 475 | 1 417 | 1 350 | 1 384 | 1 353 |

| 1962  | 1968  | 1975  | 1982  | 1990  | 1999  | 2006  | 2007  | 2012  |
| ----- | ----- | ----- | ----- | ----- | ----- | ----- | ----- | ----- |
| 1 280 | 1 117 | 1 073 | 1 069 | 1 067 | 1 136 | 1 143 | 1 144 | 1 222 |

| 2017  | 2022  | - | - | - | - | - | - | - |
| ----- | ----- | - | - | - | - | - | - | - |
| 1 171 | 1 173 | - | - | - | - | - | - | - |

### Activité et manifestations
Est organisé depuis 2012 le festival Un Dimanche avec Brassens, une manifestation qui a connu un très fort succès lors de sa création en 2012, ce qui a permis certaines améliorations pour sa 2e édition en 2013.

## Culture locale et patrimoine

### Lieux et monuments

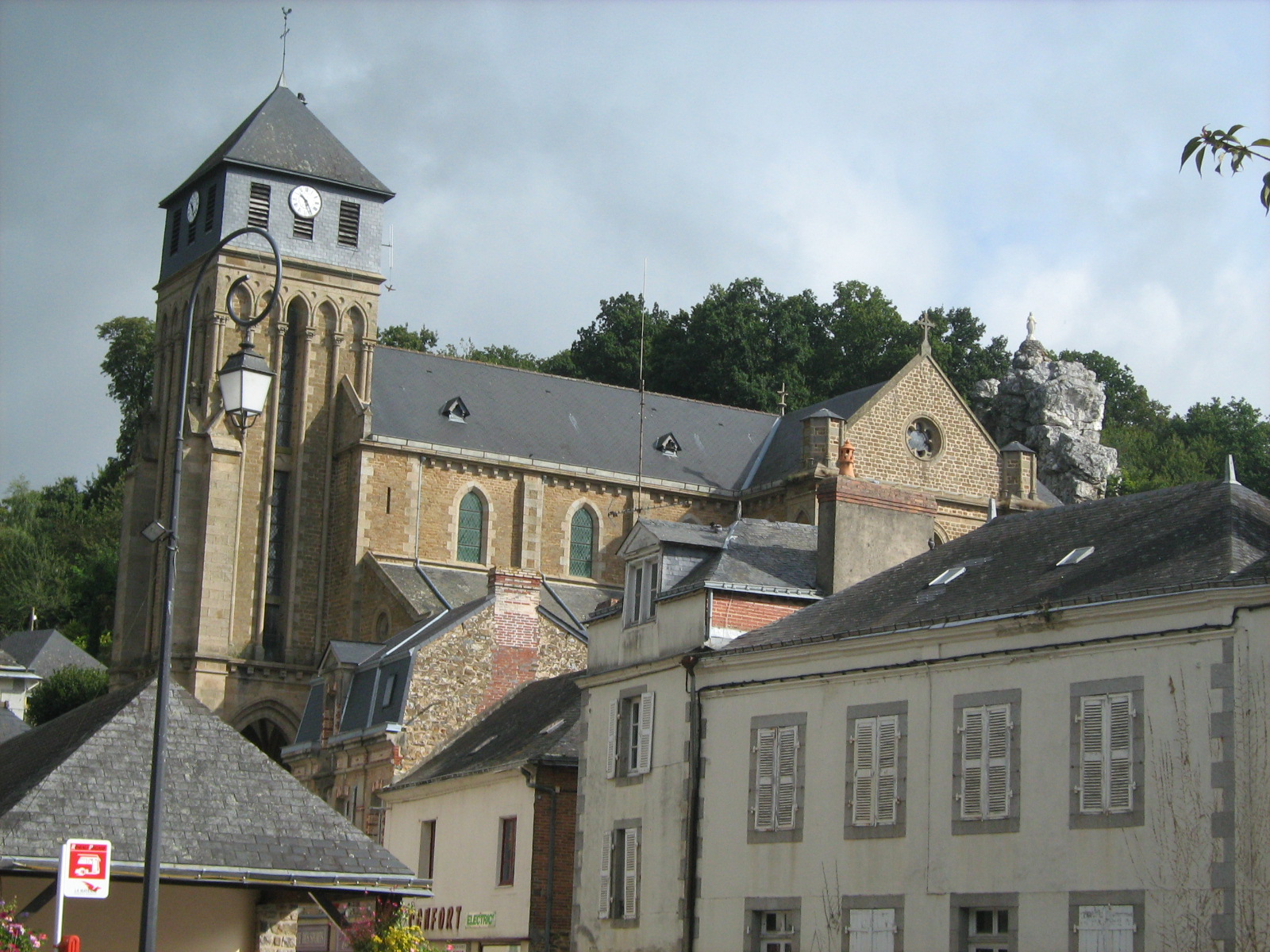
Église de Chailland avec le rocher de la Vierge (en haut à droite).

- Le château de Villeneuve, avec son fourneau et sa forge situés sur l'étang du château (vieux de plus de deux siècles, ayant été autrefois la propriété de la duchesse de Mazarin qui possédait alors ceux de Chailland)[réf. nécessaire].
- Le château de Clivoy.
- Le château de la Forge (1860).
- L'Église Notre-Dame-de-l'Assomption de Chailland : édifice néogothique construit par l'architecte Eugène Hawke en 1892 dans le style du XIIIe siècle, à l'emplacement d'une église romane. Le transept et le chœur sont éclairés par de hautes baies historiées du maître-verrier Auguste Alleaume. En façade, la tour forme un portique ouvert avec voûte coiffée d'un oculus zénithal utilisé pour le passage des cloches.
- Le village comporte toute une série de promenades en voiture, à pied, à vélo… pour découvrir les paysages spectaculaires des escarpements rocheux.
- Au sommet du rocher de la Vierge se dresse une statue.
- Grande Forge.

#### Environnement et espaces verts
La commune est une ville fleurie ayant obtenu trois fleurs au concours des villes et villages fleuris.
Le jardin botanique de la Chataigneraie s’étend le long du chemin d’accès au piton rocheux. Le sentier serpente au milieu des variétés de fleurs et de petits arbres. Un joli potager, ainsi que la serre et la vigne de l’abbé Lefaucheux, ancien curé de la paroisse offrent une pause à mi-parcours. Mais la vue depuis le sommet incite à poursuivre l'effort.

### Personnalités liées à la commune
- Robert Boutruche (1904-1975), historien médiéviste, est né à Chailland.
- La chanteuse américaine Sabrina Carpenter y a enregistré son titre Espresso à l'été 2023[25].

### Héraldique
| Blason de Chailland | Blason  | D'argent fretté de gueules de huit pièces ; au chef échiqueté d'or et de gueules de trois tires. |
| Blason de Chailland | Détails | Inspiré des armes de la famille du Matz, ancien seigneur de Chailland, qui portait : « d'argent fretté de gueules ; au chef échiqueté d'or et de gueules de deux tires ». Création Robert Louis, adoptée le 7 juillet 1954. |